# بنك تونس والإمارات
بنك تونس والإمارات (بالفرنسية: Banque de Tunisie et des Emirats)‏ هو مصرف تجاري تونسي، تأسس في 1982 باسم بنك تونس والإمارات للاستثمار، وبعد تعديل القانون رقم 65-2001 المؤرخ في 10 جويلية 2001 بالنسبة إلى المؤسسات الائتمانية تحول بنك تونس والإمارات للاستثمار إلى بنك عالمي باسم بنك تونس والإمارات. يبلغ رأس ماله 90 مليون دينار تونسي، ويعمل به 110 موظفا.